# Dominante (música)

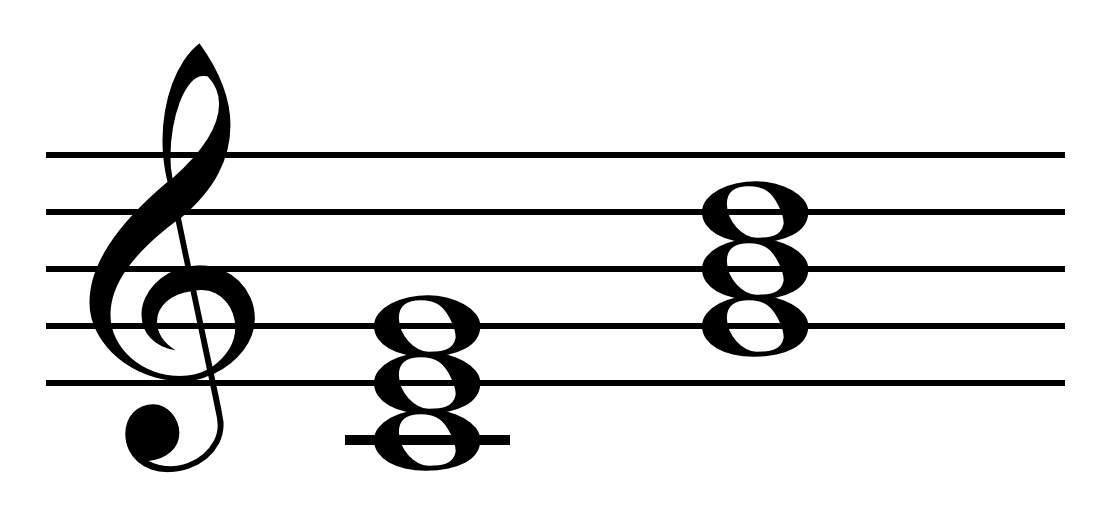
Tônica e dominante nos acordes C. C major e G major.

Dominante na teoria musical é um dos graus da escala musical diatónica. Na música tonal e no modo maior das escalas representa o quinto grau, localizado entre os graus subdominante e a superdominante.
Cada grau da escala recebe um nome de acordo com a sua função exercida na escala. Na harmonia, a dominante é uma das funções harmônicas, a função de tensão ou aproximação para a entrada da tônica (junto com a função de repouso baseada na tônica e, função de afastamento baseada na subdominante), ou seja, é a nota de maior instabilidade.
O acorde principal é formado sobre o quinto grau de uma escala, que possui função forte,  simbolizado com o número romano V se é maior, ou v se é menor. Este pode ser substituído pela sensível grau VII,
Por exemplo, na harmonia triádica (que forma os acordes com intervalos de terça iniciando na nota tônica) usando a escala fundamental dó maior o acorde de três notas (tríade) que cumpre a função de dominante, é composto pelas notas sol-si-ré (que correspondem respectivamente à: fundamental, terça e quinta do acorde G).